# Myriam Dooge
 (avril 2010).
Si vous disposez d'ouvrages ou d'articles de référence ou si vous connaissez des sites web de qualité traitant du thème abordé ici, merci de compléter l'article en donnant les références utiles à sa vérifiabilité et en les liant à la section « Notes et références ».
Myriam Dooge est une chorégraphe française de danse contemporaine.

## Biographie
Myriam Dooge suit une formation avec Françoise et Dominique Dupuy à l'Institut de formation à l'enseignement de la danse et de la musique (futur Centre national de la danse) où elle rencontre Jerome Andrews. Ensuite, elle suit des formations avec Susan Buirge au Centre national de danse contemporaine d’Angers, Alwin Nikolais, Murray Louis, Carolyn Carlson...
Elle explorera la kinésiologie appliquée au mouvement avec Odile Rouquet. Elle crée avec la Compagnie Myriam Dooge de nombreux spectacles, créations pluridisciplinaires qui sont une réponse en forme de contrepoint aux questionnements sociaux et individuels.

## Spectacles
- 2014-2015 : Vivlio
- 2012-2013 : Hummm ! le banquet
- 2011-2012 : Le Jardin où Poussent les Etoiles de la Chance
- 2010-2011 : Le Vol de l'audace / Juste Ciel
- 2008-2009 : Café jardin
- 2006-2007 : Une pluie d'instants limpides
- 2005-2006 : Hé Eau !
- 2004 : Miroir d'étoiles
- 2003 : Fées & Gestes
- 2002 : Les Trois Écus d'or
- 2002 : Hopa Tzupa
- 2001 : Les Festins poétiques III
- 2000 : Les Festins poétiques II
- 1999 : Les Festins poétiques I
- 1999 : L'Étincelle du silence
- 1998 : Vive
- 1997 : Une pluie
- 1996 : Les Fêtes secrètes
- 1995 : Le Sommeil des herbes
- 1993-1994 : La Première Clef
- 1992 : La Première Clef (création vidéo)
- 1990-1991 : Carnaval intime II
- 1989 : Carnaval intime I